# 105TV
105 TV è un'emittente locale campana a carattere generalista.

## Storia
Fondata a Sapri nel 1988 da Alessandro Cocorullo, attuale direttore, come costola televisiva della preesistente Radio Studio 105, nel corso degli anni ha cambiato più volte sede fino a spostarsi nella limitrofa città di Vibonati. La programmazione di 105 TV è sempre stata molto attenta alla realtà locale del proprio bacino d'utenza, ovvero il Cilento meridionale ed il Vallo di Diano. La vocazione al servizio pubblico verso la propria comunità le deriva dal fatto di essere stata, insieme a Rete7 Cilento e Italia 2 TV, una delle poche voci dell'emittenza locale ricevibile in tutta l'area. Esclusi i centri principali quali Vallo della Lucania o Sapri, le asperità del territorio hanno di fatto ostacolato l'espansione dei network televisivi, sia regionali che nazionali, nel bacino d'utenza del Cilento meridionale e del Vallo di Diano, ed in tale contesto 105 TV ha supplito, dando grande spazio nella sua programmazione all'informazione locale, all'assenza di ricezione del servizio pubblico di Raitre.

In seguito al passaggio alla tecnologia digitale, 105 TV viene autorizzata dal Ministero delle Comunicazioni a trasmettere il proprio multiplex in parte della provincia di Salerno, ovvero solo nel suo bacino originario, sulla frequenza UHF 61; dal dicembre 2012 trasmette sulla frequenza UHF 34. A seguito di un accordo con l'emittente salernitana Telediocesi Salerno, 105 TV è ricevibile anche a Salerno città e nella parte settentrionale della provincia coperta da tale multiplex sempre alla LCN 96.

## Frequenze
Questa lista è suscettibile di variazioni e potrebbe essere incompleta o non aggiornata.

- Ch.34 Atena Lucana
- Ch.34 Monte Stella
- Ch.34 Montesano sulla Marcellana
- Ch.34 Padula
- Ch.34 Padula M.S. Canione
- Ch.34 San Giovanni a Piro
- Ch.34 San Giocondo
- Ch.34 Sanza
- Ch.34 Teggiano Via S. Antonio
- Ch.34 Teggiano Via Ricigliano